# باتريك كوتر أوبراين
باتريك كوتر أوبراين (بالإنجليزية: Patrick Cotter)‏ هو لاعب سيرك ‏ أيرلندي، ولد في 19 يناير 1760 في Kinsale ‏ في جمهورية أيرلندا، وتوفي في 8 سبتمبر 1806.